# Peter Sarnak
Peter Clive Sarnak, född 18 december 1953 i Johannesburg, Gauteng, är en sydafrikansk-amerikansk matematiker känd för sin forskning inom analytisk talteori. Han är sedan 2002 Eugene Higgins professor i matematik vid Princeton University. Sarnak har bland annat belönats med Colepriset (2005), Wolfpriset i matematik (2014) och Sylvestermedaljen (2019). 2023 utnämndes han till hedersdoktor vid Stockholms universitet.